# Chloroplastida
Chloroplastida, Chlorobionta, Chlorobiota of Viridiplantae zijn in de cladistiek een clade die zowel de planten (Plantae) als groenwieren (Chlorophyta) bevat. Deze clade heeft geen officiële rang en alleen taxonomen die de groenwieren niet tot de planten rekenen gebruiken een aparte naam (andere taxonomen gebruiken de naam Plantae, waarbinnen volgens hen dan ook de groenwieren vallen). Samen met de roodwieren en Glaucophyta vallen de Chloroplastida in de overkoepelende clade Archaeplastida of Primoplantae.
De Chloroplastida hebben allen de plastiden chlorofyl a en b in hun cellen, waarmee ze fotosynthese bewerkstelligen. De gangbare hypothese is dat deze plastiden van een endosymbiose met een blauwalg afstammen. De meeste Chloroplastida hebben celwanden gemaakt van cellulose. De cristae van de mitochondriën zijn altijd plat en de cellen bevatten centriolen. Alle Chloroplastida gebruiken zetmeel als reserveopslag van energie. Chloroplastida bezitten geen klasse-I myosine.
Tot de Chloroplastida worden twee belangrijke monofyletische claden gerekend: de Chlorophyta (groenwieren) en de Charophyta (waaronder de Plantae). Andere groepen die volgens sommige taxonomen direct onder de clade Chloroplastida zouden vallen zijn Chlorodendrales, Prasinophycaea (een klasse groenwieren) en Mesostigma (een geslacht groenwieren).

## Cladogram
- Archaeplastida, Primoplantae
  - Rhodoplantae met Rhodophyta (roodwieren), Cyanidiophyta, Glaucophyta
  -  Chloroplastida, Viridiplantae
    - Chlorobionta
      - Prasinophyta
      -  Chlorophyta (groenwieren)

    -  Streptobionta
      - Charophyta (kranswieren)
      -  Embryophyta (landplanten)